# 巴布亞棱鯷
巴布亞棱鯷（学名：Thryssa rastrosa）為輻鰭魚綱鲱形目鳀科的其中一種，分布於巴布亞紐幾內亞的飛河流域，棲息深度可達50公尺，本魚上頜短，沒有完全達到前鰓蓋後的邊界;超上頜短，不超過一半的長度第二。背後沒有鰓裂上部的黑色區域，臀鰭軟條12-13枚，體長可達12公分，棲息在溪流、沼澤、湖泊，可做為食用魚。

## 擴展閱讀
維基物種上的相關：巴布亞棱鯷